# Urach (dinastia)

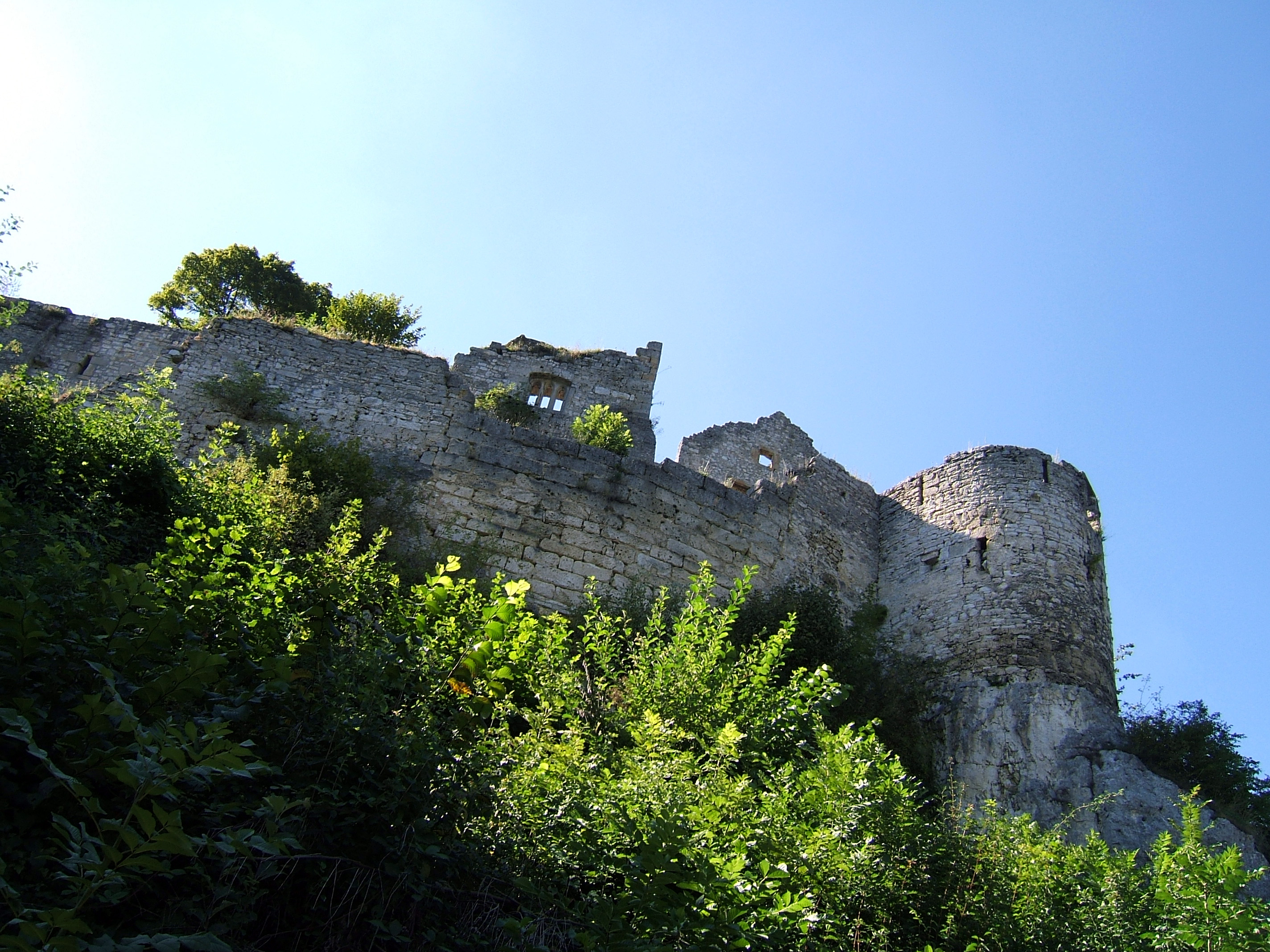
Castello di Hohenurach, sede ancestrale dei conti di Urach

I conti di Urach furono una nobile famiglia sveva del XII e XIII secolo, che operarono dalla loro sede nei pressi di Urach (oggi Bad Urach nel Baden-Württemberg). I conti di Urach furono imparentati con i conti di Achalm. I conti di Friburgo e i conti di Fürstenberg discesero dalla loro stirpe, quest'ultimi ancora esistenti. La linea di Urach terminò nel 1261, e da quel momento in poi Urach fece parte della contea di Württemberg.
Il titolo Graf (conte) o duca di Urach venne concesso alla casata del Württemberg nel XVIII e XIX secolo, da cui nacque la casata morganatica di Urach, ancora oggi esistente, che non è imparentata con la famiglia nobile medievale.

## Storia

### Origini
All'inizio dell'XI secolo, i capostipiti degli Urach, i fratelli Egino e Rodolfo, la cui sede principale era a Dettingen, compaiono nei documenti nell'ex contea di Swiggerstal (Ermstal). L'origine dei conti, con proprietà disperse in Svevia, Zurigo e Turgovia, non può essere tuttavia determinata dalle fonti.
- Le ipotesi antiche credevano fossero discendenti di un certo conte "Unruoch" (forse Unruoch III della stirpe degli Unrochingi), basandosi sul possesso delle proprietà e della frequenza dei nomi.
- Ricerche più recenti suggeriscono che la famiglia Urach provenisse da Aura an der Saale (Würzburg), secondo le quali "Urach" sarebbe un nome dinastico che portarono con sé[2].

Un elemento di raccordo di entrambe le ipotesi potrebbe essere la discendenza dei fratelli da un Egino, originario della Franconia Orientale, e da Matilde, figlia del re Corrado III di Borgogna e quindi nipote di Berta di Svevia. Quest'ultima, a sua volta, era una discendente degli Unrochingi, tramite il suo bis-bisnonno Eberardo del Friuli.

### Sviluppi
Intorno al 1050, i due fratelli fecero costruire per la prima volta il castello di Achalm vicino a Reutlingen. Rodolfo (di Achalm) e i suoi eredi formarono la linea dei conti di Achalm, mentre gli eredi di Egino I (di Dettingen), Egino II († 1105) conte di Swiggerstal o suo figlio Egino III il Giovane († dopo il 1160), fecero costruire un altro castello nell'Ermstal Superiore vicino a Bad Urach: non è certo se la fortificazione da loro costruita sia da identificare con il castello con fossato di Urach o il castello sulla collina di Urach.
La posizione strategica su un'importante via commerciale di Albaufstieg tra la regione del Neckar e gli altipiani del Giura Svevo favorì lo sviluppo di Urach. Questa località ricevette nel 1140 i diritti di mercato.
Dopo la morte senza eredi maschi di Bertoldo V nel 1219, Egino IV ampliò il proprio territorio includendo i possedimenti degli Zähringen, avendo sposato la figlia di Bertoldo V Agnese di Zähringen nel 1180. Suo figlio Egino V riuscì ad affermarsi nella lotta per l'eredità con un ramo della stirpe Zähringer. I possedimenti sparsi nel Breisgau e nel Baar erano collegati al castello di Zindelstein. Egli divenne conte di Friburgo come Egino I, trasferendo la sua sede a Friburgo.
Intorno al 1235 Egino V ei suoi fratelli Bertoldo e Rodolfo sostenevano il re rinnegato Enrico VII contro suo padre e l'imperatore Federico II. La conquista del castello di Achalm da parte dei fedeli all'imperatore poteva ancora essere impedita, ma in una battaglia in campo aperto a Swiggerstal gli Urach e i loro alleati e parenti Enrico e Goffredo di Neuffen (la loro sorella Adelaide sposò Egino V) furono sconfitti.
Nel periodo del declino della stirpe Hohenstaufen intorno al 1250 e della loro imminente estinzione, i conti di Urach si estinsero. Enrico di Urach divenne conte di Friburgo nel 1249, conte di Fürstenberg e langravio nel Baar nel 1250. Nel 1254 scambiò metà di Urach per metà di Wittlingen. Nel 1265 dovette vendere il castello e la maggior parte dei suoi possedimenti vicino a Urach al conte Ulrico del Württemberg per mancanza di denaro.
La linea di Urach terminò con la morte di Bertoldo il Giovane intorno al 1261 e da allora Urach fece parte nella contea del Württemberg.

## Membri significativi
- Gebeardo II di Urach († 1º marzo 1110), monaco benedettino, abate dell'abbazia di Hirsau e vescovo di Spira dal 1104 al 1107.
- Cuno di Urach († 1122), dal 1080 cappellano di Guglielmo il Conquistatore, dal 1108 cardinale vescovo di Praeneste, legato pontificio dal 1114 al 1121.
- Egino III il Giovane († 1160 circa) fu il primo conte documentato di Urach della stirpe di Urach e forse anche il fondatore del castello. Fu considerato un sostenitore e vassallo degli Hohenstaufen.
- Egino IV il Barbuto (intorno al 1160-1230), che sposò la figlia del duca Bertoldo IV di Zähringen, Agnese, ed ereditò le loro proprietà sulla riva destra del Reno dopo l'estinzione degli Zähringer.
- Corrado di Urach († 1227) fu un monaco dell'ordine cistercense. Ebbe una carriera rapida e divenne abate di Clairvaux, abate generale dell'abbazia di Citeaux e infine cardinale vescovo di Porto e Santa Rufina. In qualità di legato pontificio, rappresentò il papa in Francia (1220–1223) e in Germania (1224–1226). Dopo la morte di papa Onorio III, sembra potesse divenirne un successore. Fondò e promosse la certosa di Güterstein.
- Bertoldo di Urach († 1242) fu abate di Tennenbach dal 1207 al 21 e abate di Lützel dal 1221 al 1230.
- Egino V il Giovane (chiamato anche Egino I di Friburgo) (intorno al 1185 - 1236), primo conte Urach di Friburgo (Egino I), erede degli Zähringer e antenato della stirpe dei Fürstenberg.
- Enrico I di Urach († 1283 o 1284), divenne conte di Fürstenberg e langravio nel Baar nel 1250.

## Albero genealogico

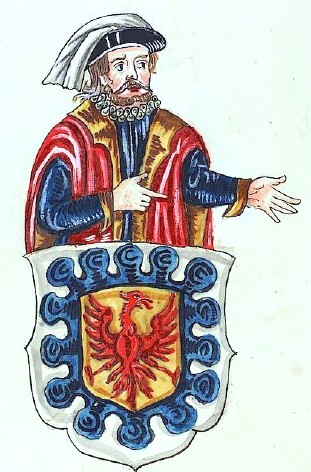
Enrico I di Urach († 1283/4), dal 1250 conte di Fürstenberg, capostipite dei conti e principi di Fürstenberg.

Nota: l'elenco contiene informazioni da varie fonti.

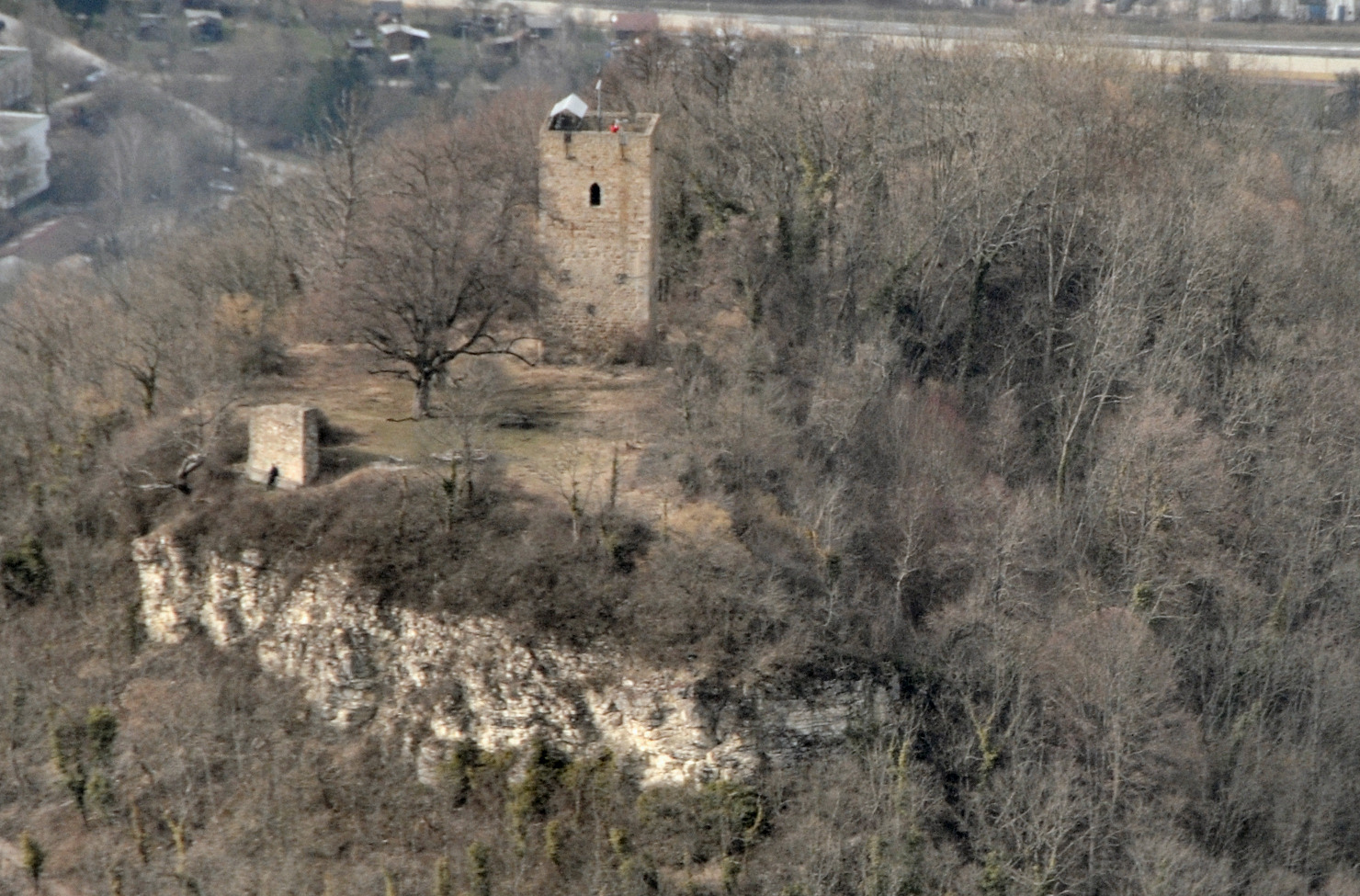
Castello di Achalm

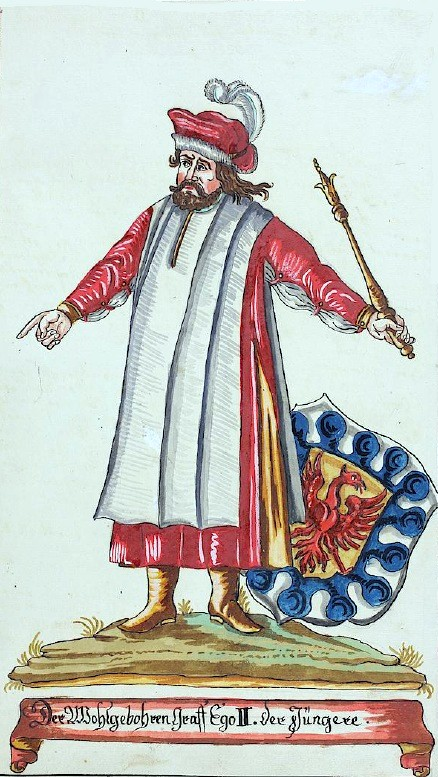
Egino V di Urach (circa 1185–1236), come Egino I, conte di Friburgo, aveva come stemma l'aquila rossa della famiglia estinta di sua madre, gli Zähringer, al posto del leone degli Urach.

1. Egino I di Dettingen il Vecchio († intorno al 1050), che iniziò a costruire il castello di Achalm intorno al 1040.
  1. Egino II († 7 luglio/5 novembre 1105), dal 1091 al 1105 conte di Swiggerstal (Ermstal) ∞ che sposò Cunegonda/Hadwich (?);
    1. Egino III il Giovane († 25 luglio 1160 o dopo), conte di Urach ∞ che sposò Cunegonda di Wasserburg († 4 settembre 1168 o dopo) figlia di Engelberto Hallgraf, conte di Attel, Lindburg e Wasserburg;
      1. Egino IV Il Barbuto (intorno al 1160 - 1230), conte di Urach ∞ che sposò Agnese di Zähringen († intorno al 1220), figlia del duca Bertoldo IV.
        1. figlia dal nome sconosciuto;
        2. Egino V il Giovane (intorno al 1185 - 1236), dal 1230 al 1236 conte di Urach, conte di Friburgo (come Egino I) ∞ che sposò Adelaide di Neuffen, figlia di Enrico, signore di Neuffen;
          1. Corrado I di Urach (intorno al 1226 - 21 maggio 1271), conte di Friburgo;
          2. Bertoldo il Giovane († probabilmente 1261), conte di Urach ∞ che sposò prima del 1238 Agata di Lechsgemünd, figlia di Bertoldo I, conte di Lechsgemünd;
            1. Berta, suora nel 1261 a Sirnau.

          3. Cunegonda († prima del 1252) ∞ che sposò Ottone, conte di Eberstein († 1279);
          4. Enrico I di Urach († 24 dicembre 1283 o 6 gennaio 1284), conte di Urach, dal 1249 conte di Friburgo, dal 1250 conte di Fürstenberg e langravio nel Baar ∞ che sposò prima del 1245 Agnese di Truhendingen;
          5. Goffredo († 1278 circa), canonico di Costanza;
          6. Gerardo († 20 settembre 1252/59), canonico di Strasburgo e Costanza;
          7. figlia dal nome sconosciuto ∞ Goffredo I, conte di Asburgo-Laufenburg.

        3. Rodolfo († prima del 1260), conte di Urach-Dettingen, monaco a Bebenhausen nel 1254;
        4. Corrado di Urach (intorno al 1185 - 1227), abate di Clairvaux dal (1214 al 1216), abate di Cîteaux dal 1217 al 1218 e dal 1219 cardinale e vescovo di Porto e Santa Rufina;
        5. Bertoldo († 8/13 agosto 1242), dal 1207 al 1221 abate di Tennenbach, dal 1221 al 1230 abate di Lützel;
        6. Agnese ∞ che sposò Enrico I di Baden († 13 gennaio 1231), margravio di Hachberg;
        7. Heilwig (* 1215; † 1262) ∞  che sposò Federico II († 1234), conte di Pfirt-Altkirch;
        8. Iolanda (Jolanthe) ∞ Ulrico III, conte di Neuchâtel zu Nidau († 1225);
        9. figlia dal nome sconosciuto.

    2. Gebeardo († 1141), dal 1131 al 1140 vescovo di Strasburgo;
    3. Udalhild († dopo il 1130/34), fondò il monastero di San Nicola ∞ che sposò Federico I di Zollern;
    4. Alberada.

  2. Gebeardo/Gerardo II († 1 marzo 1110), dal 1091 abate di Hirsau, dal 1105 al 1107 vescovo di Spira;
  3. Matilde/Mechthild († 20 novembre ----) ∞ che sposò Mangold († 11 agosto 1122), signore di Sulmetingen (vedi signori di Neuffen);
    1. Egino, conte di Neuffen;
    2. Liutfrido (Liutfried) († 31 marzo prima del 1150), conte di Neuffen;
      1. Bertoldo I (1160 - † 19 o 21 ottobre dopo il 1221), signore e conte di Weißenhorn, dal 1198 al 1221 conte di Neuffen, dal 1170 al 1182 conte di Achalm.

    3. Ulrico († 20 giugno prima del 1150), monaco a Zwiefalten;
    4. Matilde († 4 febbraio dopo il 1140-1150), monaca a Zwiefalten.

  4. Kuno († 1122), cappellano di Guglielmo il Conquistatore, cardinale vescovo di Praeneste (Palestrina)[5] e legato pontificio in Germania e Francia.

## Riutilizzo del titolo da parte della Casa del Württemberg
Nel XVIII e XIX secolo, il titolo di conte o duca di Urach venne conferito per tre volte ai membri non naturali (essa era una stirpe morganatica) della Casa del Württemberg, che lo passarono così ai loro discendenti.